# Никольское (Куньинский район)
Никольское — деревня в Куньинском районе Псковской области России. Входит в состав Боталовской волости.
Расположена в 7 км к северу от районного центра, посёлка Кунья.
Численность населения деревни составляет 37 жителей (2000 год).